# Сонгцэн Гампо
Сонгцэ́н Гампо́ (тиб. སྲོང་བཙན་སྒམ་པོ, Вайли srong btsan sgam po; кит. трад. 松贊干布, упр. 松赞干布, пиньинь Sōngzàn Gānbù) — тридцать третий царь Ярлунгской династии Тибета, правивший приблизительно в 604—650 гг. Считается, что этот царь принёс буддизм народу Тибета.

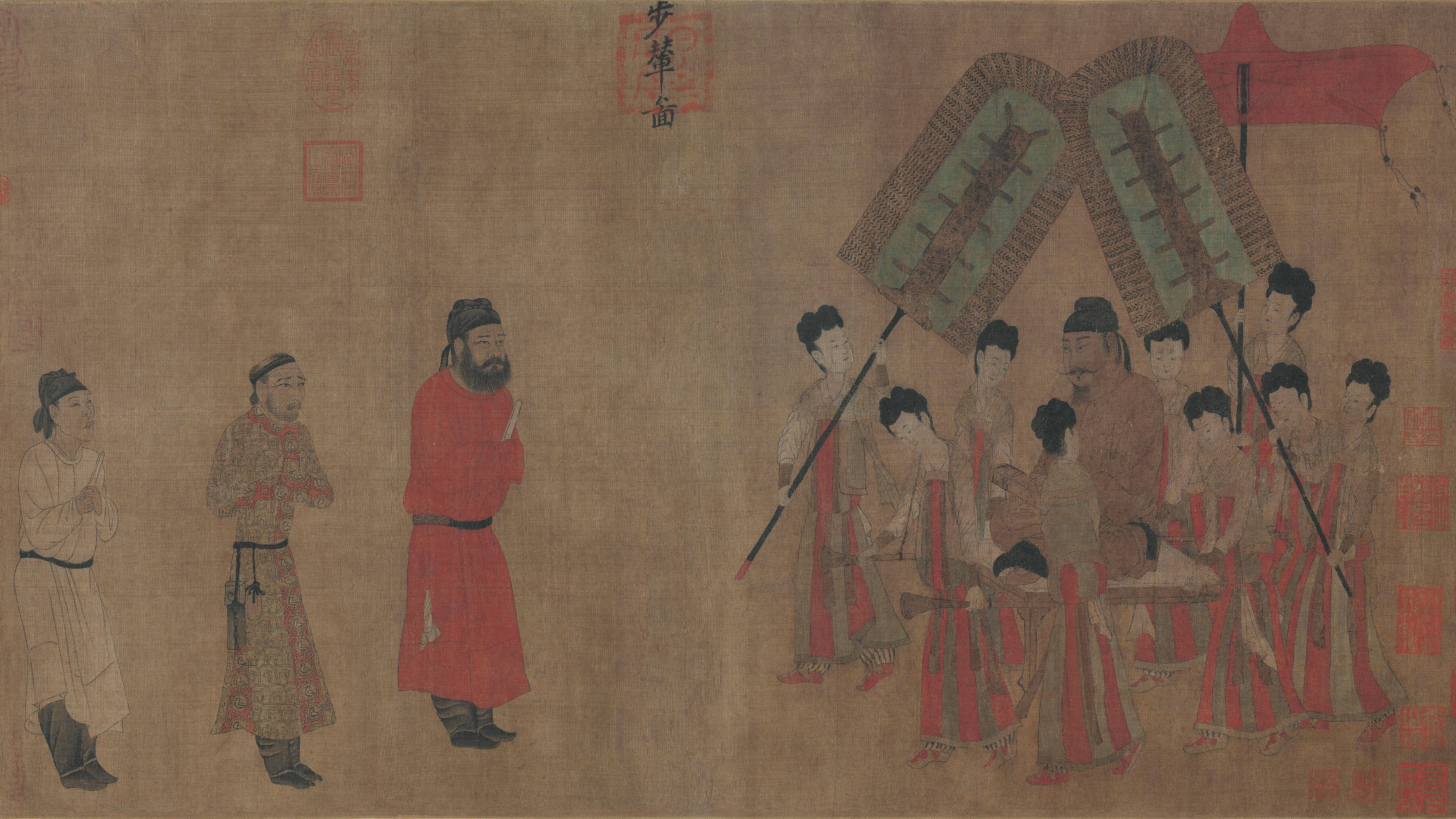
Янь Либэнь. Император Тайцзун даёт аудиенцию Гару, послу короля Тибета, прибывшему для сватовства принцессы Вэньчэн. 641 г. Деталь свитка, Гугун, Пекин. Посол Тибета (второй слева), стоит между двумя чиновниками императорской канцелярии.

## Биография
По легенде, при правителе Лхатотори Ньянцэне было получено предсказание, что через пять поколений правителей буддизм проникнет в Тибет. Пятым царём после Лхатотори стал Сонгцэн Гампо.
Сонгцэн Гампо взошёл на трон в неспокойной политической обстановке. Есть предположения, что его отца — Намри Сонгцэна — убили несогласные с его политикой, и Сонгцэну пришлось принять правление. Однако произошло это как и положено по традиции — когда Сонгцэну исполнилось 13 лет.
Сонгцэн Гампо взял в жёны двух принцесс: Бхрикути (тиб. Тхицун), дочь царя Непала Амшувармана и Вэньчэн — дочь влиятельного китайского императора Тай-цзуна (последнее обстоятельство указывает на то, насколько Китай тогда опасался военной мощи Тибета — императоры Срединной Страны только при крайних обстоятельствах выдавали своих дочерей замуж за «варварских» правителей). Есть предположение, что Вэньчэн была дочерью не самого императора Китая, а одного из влиятельных китайских сановников. Обе жены Сонгцэна Гампо были буддистками, привезшими с собой в Тибет буддистские тексты и предметы культа. Тхицун привезла с собой статуэтки Акшобхья-ваджры, Майтреи и Тары. Особенно важным был дар Вэньчэн, которая привезла большую статую Будды Гаутамы, считающуюся и ныне (она находится в монастыре Джокханг в Лхасе) одной из главных святынь Тибета. Тибетская традиция почитает этих принцесс как воплощения двух ипостасей бодхисаттвы Тары — зелёной и белой. Всего у Сонгцэна было пять жён. Помимо уже названных буддисток из Непала и Китая, это были принцессы из самого Центрального Тибета (Монгса Тричам, которая и стала матерью Гунсонга Гунцэна — преемника Сонгцэна), тангутская принцесса и дочь правителя Шанг-Шунга.
Согласно китайским летописям, царь Сонгцэн Гампо посылал посольство ко двору в 634 году, прося в жёны принцессу, и получил отказ. В 638/641 китайцы атаковали область вокруг озера Кукунор к северо-востоку от Тибета, населённую народом чжа (тугухунь), взяв под контроль важные торговые пути, а после успешной кампании тибетцев против Китая в 638/641 китайский император дал согласие на брак Сонгцэна Гампо с принцессой.
Кроме того, царь послал в Индию (к пандиту Дэвавидьяисимхи) своего сановника Тхонми Самбхоту, который на основе индийского бенгальского письма разработал национальный тибетский алфавит; таким образом, у тибетцев появилась письменность. Тхонми Самбхота также написал первую грамматику тибетского языка, взяв за образец грамматики санскрита. Считается, что участие в создании алфавита и грамматики принимал сам Сонгцэн Гампо. Сразу же были переведены такие тексты как: «Карандавьюха-сутра», «Сто наставлений», «Ратнамегха-сутра». По версии А. Берзина, тибетское письмо было создано не на основе индийского, а на основе письменности Хотана (Восточного Туркестана).

## Внешняя политика
После брака в 640 году мир между Тибетом и Китаем длился всё время правления Сонгцэна Гампо.
Внешняя политика Сонгцэна Гампо была активной. В 635 году был совершён поход в Северную Бирму. В 640 году — поход в Непал, в результате которого Непал попал под власть Тибета, а в завоеванной стране была поставлена колонна с именем тибетского правителя. 645 год отмечен военным столкновением с Шанг-Шунгом, а 648 — походом на империю Харши, находившуюся на севере Индии.

## Внутренняя политика
Во внутренней политике Сонгцэн Гампо проявлял дальновидность и жёсткость. Годы его правления были отмечены борьбой жрецов религии бон и бонской знати и новой «буддистской» элиты. Были проведены реформы, в результате которых тибетское государство приобрело классические феодальные черты. Страна была разделена на 6 административных частей, которые подчинялись своим наместникам. (Нам известны имена пяти губернаторов: Гар Тонгцэн был назначен в У-Цанг, Хор Джашу Рингпо — в Сумпу и Кам, Чогро Гьелцен Янгонг — в Дугу, Кьюнгпо Сумсунгце — в Шангшунг, Вэй Цэнсанг Пэлег — в Амдо). В каждой из областей был тысячник — военный начальник. Он возглавлял объединение из тысячи семей. Соответственно, тибетская государственная армия состояла из шести частей, каждой из которых руководил кхонпон. Каждый из шести отрядов «имел форменную одежду, отличавшуюся цветом, знамя и кавалерийские корпуса, различавшиеся мастью коней» . Была разработана и система местной администрации, в составе которой стоит назвать управляющего земледелием, управляющего орошением земель, налогового инспектора, надзирателя за пастбищами, ответственного за оборону региона, коменданта города, снабженца армии, начальника гарнизона, переводчика и т. п.
Сонгцэн Гампо провёл финансовую, налоговую реформу, сформировал государственный совет из высоких чинов, в который вошли: лончен (великий государственный канцлер), кунлон (государственный канцлер), нанлон (министр внутренних дел), гогэл (канцлер-администратор), чанченпо (инспектор-надзиратель), чилон (министр иностранных дел), нгэнпён (министр по налогам), мачогилон (военный министр), каритинлон (секретарь), шэлчепа ченпо (министр наказаний). Все указанные выше министры и близкие люди царя составляли Государственный совет, подразделявшийся на советников по внутренним делам, по внешним делам и простых советников. В этой системе политического устройства можно проследить некоторые сходства с устройством государственных институтов китайской империи Тан. Можно предположить, что благодаря посольству 634 года достижения Китая проникли в Тибет и были там адаптированы Сонгцэном Гампо.
Следующим важным мероприятием Сонгцэна Гампо было введение системы уголовных наказаний. Как и средневековое право в Европе, тибетское право строилось на штрафах — откупах. «Откуп за убийство составлял от 15 до 1000 лан золота в зависимости от социального положения как убитого, так и убийцы. На низком уровне откуп производился скотом». Штраф брался также и за такие преступления как причинение ранений, прелюбодеяния и т. п. Опять-таки величина штрафа в этих случаях зависела от социальных статусов преступников и жертв. Примечательной является система определения виновности-невиновности человека. В этом деле большое место стоит отвести ордалиям — вытаскиванию чёрного или белого шаров из мутной воды, молока, кипящего масла.
Тибетское государство к концу царствования Сонгцэна Гампо превратилось в мощную крепкую структуру с развитыми политической, социальной и экономической сферами жизни общества. Структура эта была характерна для своего времени и выполняла свои функции — обеспечивала военную силу государства, его защиту, внутреннюю стабильность государства. Преобразования в системе управления сделали более эффективной работу чиновников, что привело к развитию государственности.

## Сонгцэн Гампо и буддизм
Религиозная жизнь Тибета при Сонгцэне Гампо была сложной. Сохранялось влияние религии бон, но уже начала распространяться новая религия — буддизм, принятая тибетцами в китайском варианте. По легенде, Сонгцэн Гампо увидел, что изображение Тибета на карте напоминает изображение дьяволицы, и поэтому он построил монастыри и храмы в определённых географических точках. Имена всех монастырей известны: так называемые «четыре монастыря четырёх сторон»: Кацал, Тхадуг, Цангдам и Домпажан; «четыре покорителя границ»: Конгпо Бугу, Лхобраг Кхомтинг, Кабраг, Датумце; а также монастыри Лунгнод в Жангуале, Данлонг Тангдонма в Кхаме, Жамсрин в Ман-юле и Бутан Падо Шергу в Мон-юле. В эпоху Сонгцэна Гампо в Тибете активно переводили священные тексты. Главных переводчиков было несколько: индийский учитель Кусара, брахман Шанкара, непальский учитель Шиламанжу, китайский учитель Хэшан Махадэва, сам Тонми Самбхота — тибетец, создавший письменность, его ученик — Дхармакоша и Доржебал из Ллалунга.
После смерти Сонгцэна Гампо формально власть перешла к его внуку Мангсонгу Мангцэну, но реально страной стал править министр Гар Тонгцэн из знатнейшего рода Гар, представители которого будут находиться у власти до конца VII века.

## Легенды о Сонгцэне Гампо
Сонгцэн Гампо превратился в национального героя Тибета, и вокруг него складывалось немало легенд и мифов.
Традиция считает, что непальская принцесса Бхрикути и китайская принцесса Вэньчэн принесли буддизм в Тибет, и истории об этом вошли в тибетский фольклор, однако исторически достоверные сведения отсутствуют.
Сонгцэн Гампо считается воплощением бодхисаттвы Авалокитешвары. Легенда утверждает, что в его волосах была даже скрыта вторая голова — бодхисаттвы.
Критики также считают, что многочисленные истории о Сонгцэне Гампо возникли существенно позже в Средние века.